# G4S

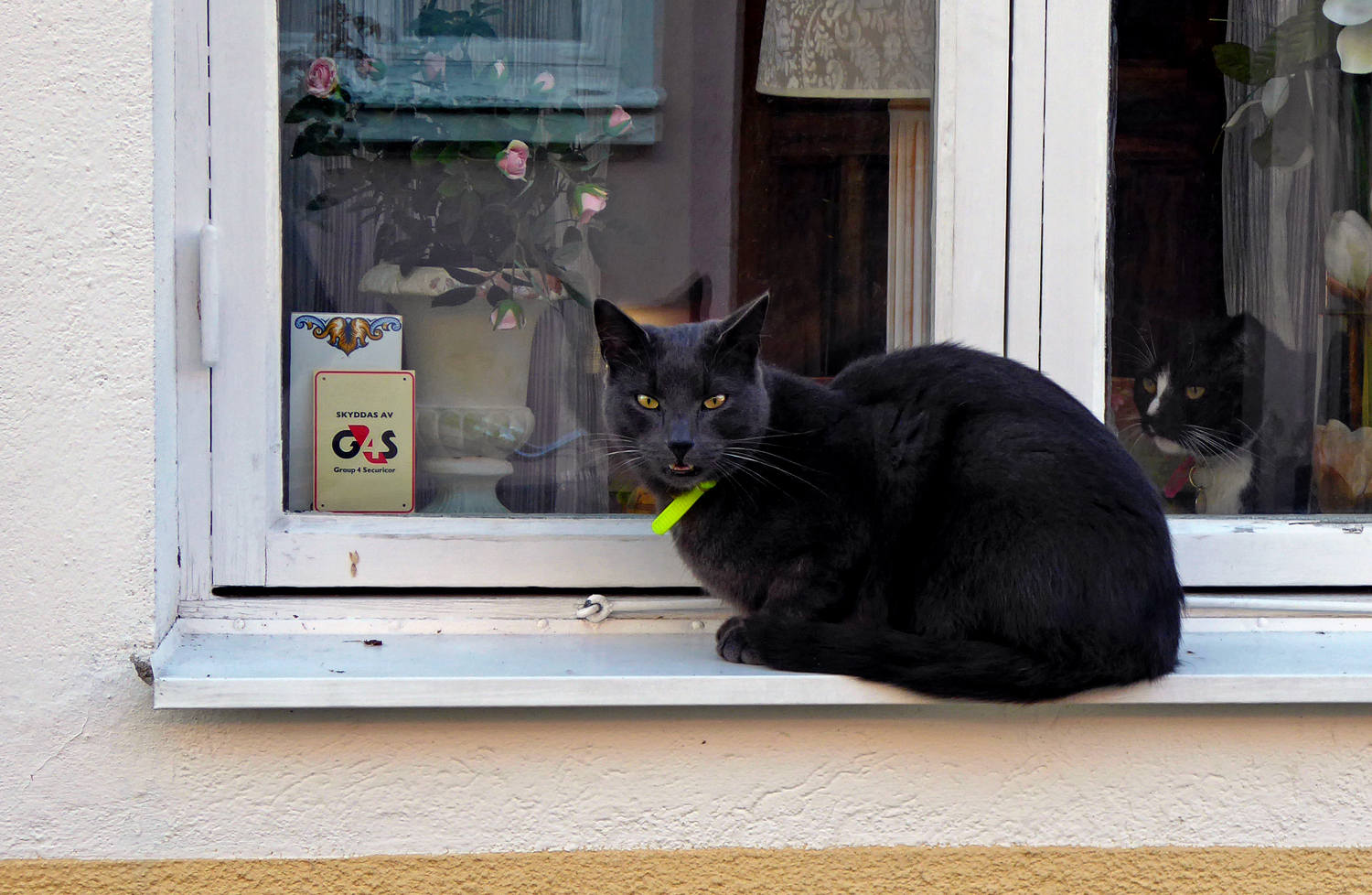
En dekal i ett fönster visar att huset skyddas av G4S.

G4S är ett brittiskt, tidigare danskt, säkerhetsföretag med verksamhet i 125 länder och över 657 000 medarbetare. Företaget är en av världens största arbetsgivare och är listat på Londonbörsen med en sekundär listning i Köpenhamn.

## Historik
G4S är sprunget ur Kjøbenhavn Frederiksberg Nattevagt, bildat i Köpenhamn år 1901, senare omdöpt till Falck. G4S bildades 2004 genom en sammanslagning av brittiska Securicor plc och danska Group 4 Falck A/S. 

### Svensk närvaro - G4S Sverige
I Sverige var G4S ett av de största säkerhetsföretagen med drygt 3 000 medarbetare och företaget är rikstäckande med kontor över hela landet. År 2014 köptes G4S Sverige av den norska Sector Alarm-koncernen för 438 miljoner SEK. Därmed övertogs bolagets hela verksamhet i Sverige av Sector Alarm. Verksamheten för vakt- och larmtjänster säljs nu under varumärket Avarn Security som är del av Sector Alarm.  
G4S i Sverige har sitt ursprung i ABAB, ett statligt aktiebolag som bildades 1964 efter beslut i riksdagen. År 1992 ombildades aktiebolaget till Partena Security, som 1995 köptes upp av franska Sodexo. År 1996 såldes bevakningsverksamheten till danska Falck, som döpte om företaget till Falck Security. År 2004 såldes bevakningsverksamheten återigen, denna gång till det brittiska säkerhetsföretaget Group 4 Securicor. Företaget blev två: G4S Security Services AB (bevakning) respektive G4S Cash Services AB (värdetransport).
Den 27 februari 2012 såldes värdetransportverksamheten till nordiska Nokas och bolaget döptes om till Nokas Värdehantering AB. 
Uppköpet av bevaknings- och larmtjänsten av Sector Alarm markerade slutet för G4S i Sverige. I transaktionen övergick Erik Kocken Wennerholm som VD från G4S Sverige till VD för Avarn Security.
22 augusti 2018 köpte Nokas upp Avarn Holding (Avarn security) som nu blev en del av Nokas. Dock har ägarna meddelat att företaget kommer att heta Avarn även i framtiden. Nu är Nokas (Avarn) näst största bolag i Norden med alla sina 17000 medarbetare i Norge, Sverige, Finland och Danmark.
2 december 2020 kom ett uppköpsbud värt 235 pence per aktie från kanadensiska Garda World. Något senare kom ett konkurrerande bud från Atlas Bidco på 245 pence. Styrelsen rekommenderade aktieägarna att acceptera budet.
16 april 2021 avnoterades aktien från Köpenhamnsbörsen då brittiska Atlas Bidco lagt ett bud på 245 pence per aktie som nått över 90% acceptans. G4S skall nu fusioneras med amerikanska Allied Universal som även de ägs av Atlas Bidco.